# Триполи (Грчка)
Триполи (грчки: ; бивши назив: Триполис, ранији назив: Триполица), град је у Грчкој и управно седиште округа Аркадија, као и периферије Пелопонез.

## Назив
Реч Триполи је сложеница две грчке речи три и полис и преводу значи „трограђе“. Истог порекла су и имена истоимених градова у Либану и Либији (види: Триполи (вишезначна одредница)). Лазар Томановић овај град наводи као Триполицу.

## Природни услови
Град Триплои се налази у средишњем делу грчког полуострва и историјске покрајине Пелопонез, као и у средишњем делу префектуре Аркадија. Град је смештен на стратешки важном положају у унутрашњости Пелопонеза, на месту где се сустиче више путева са свих страна приморја овог полуострва. Град се налази на знатној надморској висини (655 m нмв). Град се развио у невелико пољу, са свих страна окруженом високим планинама. Северно од града налази се најближа планина Менало, висока 1.849 m н. в.
Клима у Триполију је измењено средоземна, због знатне висине и затворености од утицаја приморја. Због тога су лета веома топла и сува, док су зиме хладније и са снегом.

## Историја
Град Триполи је релативно млад за услове Грчке. Прво насеље на месту данашњег града се јавило тек у средњем веку. Први назив насеља био је Дроболица или Дорбоглица, што упућује на словенске корене и представља један од најјужније забележених назива словенског порекла.
Данашњи град развио се од 1770. године око новоизграђене тврђаве и првобитно је био постаја отоманског царства за контролу овог дела Грчке. Тада је ово насеље било махом насељено муслиманима и јеврејима. 1821. године је почео Грчки устанак и Триполи постаје први град који Грци-устаници. Међутим, Турци су град повратили 1825. године и руше га до темеља. Томановић наводи податак да су у грчком рату за независност овај град неколико месеци Грци драли под опсадом, а бранило га је 10.000 посаде,а стизали су у помоћ и турски бродови. На бедемима ослобођеног града први је заставу развио Крсто Васов, барјкатар. Говорећи о ослобођењу града од Турака, Мрша је навео Томановићу да, када се почело дијелити благо и робље, Васо је узео само оружје неког турског великаша, којег је убио. Васо је рекао да у Грецију није дошао да се обогати, него да се бори за часни крст и златну слободу.
Савремена Грчка се оснива 1829. године и првих месеци град је њена незванична престоница. Убрзо се Триполи почео развијати у значајан град у држави, пре свега захваљујући положају. Град је био поштеђен многих разарања током ратова 20. века, али се није могао значајније развити због сиромаштва области у којој се налази. Последњих деценија са изградњом савременог ауто-пута ка Атини и стварањем важног прометног чворишта од града Триполи је почео значајније напредовати.

## Становништво
Триполи данас има близу 30.000 становника у ширем градском подручју. Становништво града су углавном етнички Грци. На последња три пописа број становника се кретао на следећи начин:
| 1981.  | 1991.  | 2001.  |
| ------ | ------ | ------ |
| 21.337 | 22.429 | 25.520 |

Кретање броја становника у општини по пописима:
| 1991.  | 2001.  |
| ------ | ------ |
| 26,432 | 28,976 |

## Привреда
Триполи је важно трговачко-пословно и управно средиште Пелопонеза. Триполи је и важно образовно срдиште – Универзитет Пелопонеза има овде своје седиште и ту су смештена два његова департмана. Град је, такође, место са највећом касарном у држави.
У Триполију постоје омањи погони лаке индустрије.
Последњих деценија са изградњом савременог ауто-пута ка Атини и стварањем важног прометног чворишта од града Триполи је почео значајније напредовати.